# 日本のバスケットボール選手一覧
<バスケットボール選手一覧
日本のバスケットボール選手一覧（にほんのバスケットボールせんしゅいちらん）は、日本のバスケットボールの選手の、姓の五十音順の一覧。
| 目次 | 目次 | 目次 | 目次 | 目次 | 目次 | 目次 | 目次 | 目次 | 目次 | 目次 |
| ---- | ---- | ---- | ---- | ---- | ---- | ---- | ---- | ---- | ---- | ---- |
| わ   | ら   | や   | ま   | は   |      | な   | た   | さ   | か   | あ   |
|      | り   |      | み   | ひ   |      | に   | ち   | し   | き   | い   |
| を   | る   | ゆ   | む   | ふ   |      | ぬ   | つ   | す   | く   | う   |
|      | れ   |      | め   | へ   |      | ね   | て   | せ   | け   | え   |
| ん   | ろ   | よ   | も   | ほ   |      | の   | と   | そ   | こ   | お   |

## あ行

### あ
- 相澤優子
- 相原渚
- 青木康平
- 青木節子
- 青木勇人
- 青木幹典
- 青木龍史
- 青島心
- 青沼令子
- 青野和人
- 青野文彦
- 青山友香
- 赤木里帆
- 阿形美由紀
- 赤穂さくら
- 赤穂ひまわり
- 赤穂真
- 赤穂雷太
- 浅野崇史
- 朝比奈あずさ
- 朝山正悟
- 安達康
- 安谷屋健太
- 安谷屋（西田）陽子
- 穴澤冴
- 阿部理
- 阿部成章
- 安部潤
- 阿部竜大
- 阿部友和
- 阿部真弓
- 阿部佑宇
- 阿部有希子
- 阿部幸音
- 阿部諒
- 天津希
- 天野喜崇
- 天野佳代子
- 天野佳彦
- 網野友雄
- 飴谷由毅
- 荒順一
- 荒井洵哉
- 荒井尚光
- 新井希寧
- 新井靖明
- 荒尾岳
- 荒川颯
- 荒谷裕秀
- 有明葵衣
- ビットル・アルフォンソ・アリサ
- 有馬浩平
- 有山景子
- 粟谷真帆
- 粟津雪乃
- 粟野吉州
- 安西智和
- 安齋竜三
- 安藤毅
- 安藤正彦

### い
- 飯隈愛理
- 飯島早紀
- 五十嵐圭
- 五十嵐清次
- 鵤誠司
- 伊計郁也
- 池内泰明
- 池内侑里
- 池住美穂
- 池田麻美
- 池田沙紀
- 池田博
- 池田雄一
- 池谷悠希
- 池松美波
- 伊佐樹里
- 伊佐勉
- 石井秀生
- 石川愛
- 石川明日香
- 石川幸子
- 石川麻衣
- 石川真衣
- 石坂秀一
- 石崎巧
- 石田剛規
- 石田晃章
- 石田悠月
- 石谷聡
- 石橋貴俊
- 石橋晴行
- 石原愛子
- 石牧葵
- 伊集南
- 出水田理絵
- 磯野志歩
- 磯部夏紀
- 磯山絵美
- 板倉令奈
- 市川かおり
- 市川真人
- 一乗アキ
- 市野育代
- 市場脩斗
- 一色翔太
- 井手拓実
- 井手勇次
- 出原菜月
- 糸井貴子
- 伊藤篤司
- 伊藤恭子
- 伊藤俊亮
- 伊藤聖子
- 伊藤大司
- 伊藤拓郎
- 伊藤奈月
- 伊藤将伸
- 糸山隆司
- 稲井桃子
- 稲垣敦
- 稲本聡子
- 井上聡人
- 井上公男
- 井上早希
- 井上ジョナサン
- 井上聡
- 井上宗一郎
- 井上桃子
- 井上裕介
- 井上諒汰
- 伊波美空
- 今井宏樹
- 今西優斗
- 今村佳太
- 伊森可琳
- 伊良皆竜一
- 岩隈隆士
- 岩佐潤
- 岩田淳
- 岩村裕美

### う
- 上江田勇樹
- 植田修二
- 上田隼輔
- 植田希歩
- 植田義巳
- 上長美菜
- 植松義也
- 上山博之
- 宇佐美里菜
- 鵜澤潤
- 牛田悠理
- 宇田康利
- 内尾聡菜
- 内田旦人
- 内田しずか
- 内野智香英
- 宇都宮正
- 内海慎吾
- 内海知秀
- 内海亮子
- 宇都直輝
- 宇原千晶
- 梅木千夏
- 梅嵜周毅
- 梅沢カディシャ樹奈
- 梅田彩香
- 梅宮学
- 浦伸嘉
- 浦上幸二郎
- 浦島慧子
- 浦野泰斗
- 陰承民

### え
- 江川嘉孝
- 江口真紀
- 江島加奈子
- 江嶌猛
- 榎本麻那
- 江良萌香
- 遠藤桐
- 遠藤善
- 遠藤真帆
- 遠藤祐亮

### お
- 王新朝喜
- 大石慎之介
- 大神雄子
- 大口真洋
- 大熊祐依
- 大倉颯太
- 大﨑紳矢
- 大﨑万菜
- 大崎佑圭
- 大澤歩
- 大澤来彩
- 大島康邦
- 太田敦也
- 太田和利
- 大鷹さおり
- 大舘真央
- 大塚勇人
- 大塚裕土
- 大西崇範
- 大西裕之
- 大西賢
- 大沼美琴
- 大野篤史
- 大野慎子
- 大野忠（栃偉山弘行）
- 大野由美子
- 大庭久美子
- 大場清悦
- 大庭哲夫
- 大場康弘
- 大橋瑠菜
- 大原咲織
- 大渕幹大
- 大宮宏正
- 大屋秀作
- 大山妙子
- 大山春美
- 岡萌乃
- 岡里明美
- 小笠原ひかる
- 小笠原美奈
- 岡田英里
- 岡田慎吾
- 岡田泰希
- 岡田卓也
- 岡田真那美
- 岡田優
- 岡田優介
- 岡村憲司
- 岡村優美
- 岡本彩也花
- 岡本美優
- 岡山華織
- 岡山啓三
- 岡山恭崇
- 小川麻斗
- 小川敦也
- 小川和美
- 小川伸也
- 小川忠晴
- 小川直樹
- 沖田眞
- 奥伊吹
- 奥里綾子
- 奥田花
- 奥平貴也
- 奥村鈴
- 奥本友人
- 奥山理々嘉
- オコエ桃仁花
- 小酒部泰暉
- 尾崎早弥子
- 小澤彩佳
- 小澤智将
- 落合里泉
- 鬼塚彩乃
- 小沼めぐみ
- 小野秀二
- 小野壮二郎
- 小野竜智
- 小野元
- 小野龍猛
- 小野寺佑奈
- 小畑亜章子
- 小原匡博
- 小淵雅
- 折腹祐樹
- 折茂武彦

## か行

### か
- 海保宣生
- 嘉数唯
- 加々美裕也
- 柿崎宏江
- 鍵冨太雅
- 岳亭
- 笠原太志
- 風間緑
- 角井絵美
- 角畑莉子
- 鹿毛誠一郎
- 笠置晴菜
- 梶山信吾
- 柏木真介
- 柏倉哲平
- 柏倉秀徳
- 春日流い
- 絈野夏海
- 片岡大晴
- 片山菜々
- 勝久マイケル
- 勝又穣次
- 勝又英樹
- 桂葵
- 加藤いずみ
- 加藤貴子
- 加藤寿一
- 加藤臨
- 加藤真
- 加藤三彦
- 加藤優希
- 加藤夕貴
- 加藤佑理
- 加藤瑠倭
- 門屋加壽子
- 金丸晃輔
- 金川英雄
- 金澤英果
- 金沢みどり
- 金子貴代美
- 金子寛治
- 金子ロナルド
- 金田愛奈
- 金田詳徳
- 金近廉
- 金原沙織
- 金原彩姫
- 鹿野洵生
- 加納督大
- 鹿子木健日子
- 樺島ほたる
- 蒲谷千恵
- 蒲谷正之
- 鎌田正司
- 鎌田有芽
- 上酔尾巳唯
- 上澤俊喜
- 神谷テヨリ
- 亀﨑光博
- 嘉陽梨佳子
- 狩野祐介
- 狩俣昌也
- 川井梢
- 川井麻衣
- 河合竜児
- 川上聖子
- 川上麻莉亜
- 川﨑真由美
- 川嶋勇人
- 河瀬ひとみ
- 川曽努
- 河内修斗
- 河内敏光
- 川面剛
- 川畑隼人
- 川端日菜子
- 川畑宏美
- 川原麻耶
- 川辺泰三
- 川邉亮平
- 川真田紘也
- 川満寿史
- 川村卓也
- 河村美侑
- 河村美幸
- 河村勇輝
- 川村李沙
- 菅裕一
- 寒竹隼人
- 菅野恭子
- 菅野翔太

### き
- 菊地祥平
- 菊地広人
- 菊池宏之
- 菊地勇樹
- 岸田篤生
- 岸本行央
- 岸本隆一
- 北卓也
- 喜多誠
- 木田貴明
- 北川愛理
- 北川聖
- 北川佳穂
- 喜多川修平
- 北川智奈美
- 北川直美
- 北原憲彦
- 北向由樹
- 北村豪希
- 北村悠貴
- 鬼頭真由美
- 木下勲
- 木下菜月
- 木下博之
- 木下誠
- 木林稚栄
- 君塚大輔
- 君山舞夕奈
- 木村亜美
- 木村恵里子
- 木村圭吾
- 木村洋人
- 木村実
- 桐原麻尋
- 金啓徳（千里馬啓徳）
- 金城茂之

### く
- 日下光
- 日下部知恵
- 草彅結
- 楠田香穂里
- 葛原大智
- 久手堅笑美
- 國井仁奈梨
- 久保田久美
- 窪田真優
- 窪田夕子
- 久保田義章
- 久保田遼
- 熊谷航
- 熊谷宜之
- 熊谷渡
- 熊谷尚也
- 久米捺美
- 倉石平
- 栗野譲
- 栗林未和
- 栗原貴宏
- 栗原祐太
- 栗原三佳
- 栗原ルイス
- 黒岩元希
- 黒田祐
- 黒田麻由美
- 黒沼咲百
- 桑田健秀
- 桑原義典

### こ
- 小池遥
- 小池真理子
- 小泉遥
- 小磯典子
- 合田怜
- 河野誠司
- 古賀京子
- 小久保眞
- 小堺みさき
- 小島佑太
- 小菅直人
- 小菅由香
- 小玉晃
- 後藤彩
- 後藤敏博
- 後藤正規
- 小納真樹
- 小納真良
- 小西聖也
- 小濱菜摘
- 小浜元孝
- 小林阿古
- 小林彩
- 小林慎太郎
- 小林大祐
- 小林高晃
- 小林優子
- 小松さやか
- 小松秀平
- 小松ひとみ
- 小宮邦夫
- 小室昂大
- 薦田拓也
- 呉屋貴教
- 今美春
- 近藤楓
- 近藤紗奈
- 根東裕隆
- 近藤京
- 近藤雄治
- 今野翔太
- 紺野つばさ
- 今野紀花
- 紺野麻里

## さ行

### さ
- 斎藤一人
- 斉藤恵一
- 斉藤勝一
- 齋藤崇人
- 斎藤卓
- 斉藤資
- 斎藤智美
- 斎藤博
- 斎藤文夫
- 齋藤麻未
- 齋藤豊
- 齊藤洋介
- 齋藤利恵
- 西塔佳郎
- 西堂雅彦
- サイモン拓海
- 佐賀藍葉
- 坂井和史
- 酒井彩等
- 酒井泰滋
- 酒井達也
- 坂井レオ
- 榊原紀子
- 坂田侑紀奈
- 坂本聖芽
- 坂本美樹
- 坂本雅
- 左官磨育
- 﨑原成美
- 佐久本智
- 桜井良太
- 桜木ジェイアール
- 櫻木千華
- 櫻田佳恵
- 桜庭珠美
- 佐古賢一
- 佐古瑠美
- 佐坂樹
- 佐坂明音
- 佐々木クリス
- 佐々木瑛
- 笹倉怜寿
- 佐竹美佐子
- 目由紀宏
- 佐藤梓
- 佐藤朱華
- 佐藤和子
- 佐藤華純
- 佐藤公威
- 佐藤京香
- 佐藤賢次
- 佐藤詩織
- 佐藤真哉
- 佐藤多伽子
- 佐藤濯
- 佐藤託矢
- 佐藤千恵美
- 佐藤千裕
- 佐藤稔浩
- 佐藤奈々美
- 佐藤信長
- 佐藤ひかる
- 佐藤博紀
- 佐藤浩貴
- 佐藤ひとみ
- 佐藤由佳
- 佐藤優樹
- 佐土原遼
- 佐藤由璃果
- 佐野吉宗
- 澤知央
- 澤口誠
- 澤地サミュエル・ジュニア
- 澤邉圭太
- 三田七南

### し
- 椎名雄大
- シェーファーアヴィ幸樹
- 塩谷心海
- 塩屋清文
- 塩屋透
- 志賀政司
- 重永和樹
- 宍戸治一
- 志田萌
- 篠崎澪
- 篠原隆史
- 篠原華実
- 篠原恵
- 篠宮杏奈
- 篠山竜青
- 柴田ひとみ
- 渋川友子
- 渋田怜音
- 澁谷咲月
- 島田智佐子
- 嶋田基志
- 島谷怜
- 島袋脩
- 清水愛咲美
- 清水一美
- 清水耕介
- 清水咲来
- 清水茂人
- 清水太志郎
- 清水八重子
- 清水良規
- 志村雄彦
- 下地一明
- ジュフ磨々道
- 庄司和広
- 庄司顕人
- 東海林周太郎
- 正中岳城
- 城宝匡史
- 白石弥桜
- 白崎みなみ
- 白鞘郁里
- 白取啓二
- 白田敏人
- 城間修平
- 新里智将
- 下山大地
- 下山貴裕
- ジャワラジョゼフ

### す
- 末廣潤
- 末松勇人
- 菅澤紀行
- 菅谷徹
- 菅原絵梨奈
- 菅原暉
- 菅原洋介
- 杉田愛友香
- 杉田勝彦
- 杉原美香
- 杉山夏穂
- 杉山武雄
- 杉山直也
- 杉山りえ
- 鈴置彩夏
- 鈴木あゆみ
- 鈴木克彦
- 鈴木貴美一
- 鈴木浩平
- 鈴木成津子
- 鈴木鉄夫
- 鈴木知佳
- 鈴木一実
- 鈴木正晃
- 鈴木泰光
- 鈴木侑
- 鈴木悠介
- 鈴木裕紀
- 鈴木豊
- 須田都古
- 須永麻美
- 砂川夏輝
- 鷲見京美
- 炭田久美子
- 角田太輝
- 諏訪裕美
- 諏訪真希子
- 須藤昂矢

### せ
- 関ななみ
- 関布紗子
- 関口聡史
- 関根麻衣子
- 関屋心
- 瀬崎理奈
- 節政貴弘
- 瀬戸山京介
- 瀬山楓

### そ
- 宗田研二
- 曽我部奈央
- 杣友厚
- 園田奈緒

## た行

### た
- ダシルバヒサシ
- 高岡大輔
- 高木志歩
- 高木寛治
- 髙木美恵
- 高久順
- 髙崎ひとみ
- 高島一貴
- 高島紳司
- 髙野柚希
- 高田汐織
- 高田静
- 高田秀一
- 高田紘久
- 髙田真希
- 高田真里子
- 高辻周孝
- 高野慶治
- 高橋香澄
- 高橋憲一
- 高橋幸
- 高橋孝太
- 高橋尚毅
- 高橋マイケル
- 高橋昌史
- 高橋美智子
- 高橋未来
- 髙橋悠佳
- 高橋礼華
- 高原純平
- 髙原春季
- 髙村成寿
- 瀧井亜里沙
- 澤岻直人
- 澤岻安史
- 田口成浩
- 宅見雅幸
- 武井修志
- 竹内公輔
- 竹内譲次
- 竹内高美
- 竹田謙
- 竹田智史
- 竹野明倫
- 竹原太一
- 竹原レイラ
- 竹山とよ子
- 多嶋朝飛
- 田嶋優希奈
- 田代拓也
- 田代知世
- 立川真紗美
- 橘佳宏
- 館山健太
- 舘山萌菜
- 田中平和
- 田中健
- 田中健介
- 田中こころ
- 田中こずえ
- 田中沙季
- 田中成也
- 田中大貴
- 田中力
- 田中千尋
- 田中輝明
- 田中友美
- 田中範昌
- 田中秀次郎
- 田中真樹
- 田中悠太
- 田中優里
- 田中陽子
- 田中利佳
- 田名部淳一
- 田邉広子
- 谷口二千華
- 谷口正朋
- 谷村里佳
- 種市幸祐
- 田原隆徳
- 田臥勇太
- 田渕明日香
- 玉井里英
- 玉木祥護
- 玉島大蔵
- 玉城昌子
- 玉田那奈
- 田村碧衣
- 田村大輔
- 田村未来
- 田渡修人
- 田渡敏信

### ち
- アキ・チェンバース
- 近石香緒里
- 近平奈緒子
- 近森裕佳
- 千種信雄
- 千々岩利幸
- 知名祐里
- 千葉歩
- 千葉慎也
- 知花武彦
- 長南真由美
- 陳海沫

### つ
- 塚野理沙
- 塚原優子
- 塚本清彦
- 月野雅人
- 佃夏子
- 柘植由美子
- 柘植山一久
- 辻内伸也
- 辻村浩
- 辻直人
- 土田帆乃香
- 土嶺雄一
- 土屋アリスター時生
- 堤啓士朗
- 綱井勇介
- 津野彩華
- 都野七海
- 角田勝次
- 津村ゆり子
- 鶴巻啓太
- 鶴見彩

### て
- 出岐奏
- 出口実
- テーブス海
- 寺澤大夢
- 寺下太基
- 寺嶋良
- 寺園脩斗
- 寺田弥生子
- 天日謙作

### と
- 土井幸恵
- 東藤なな子
- 遠山佳奈
- 渡嘉敷来夢
- 徳永林太郎
- 俊野達彦
- トビンマーカス海舟
- 冨岡大地
- 冨崎里奈
- 富田愛理
- 富田卓弥
- 富永啓之
- 友利健哉
- 外山英明
- エリエット・ドンリー（小島エリエット海）

## な行

### な
- 内藤しずか
- 内藤耀悠
- 苗田未来
- 永井菜摘
- 永井唯菜
- 永石春奈
- 中尾綾
- 長尾強司
- 長岡萌映子
- 中川明子
- 中川聴乃
- 中川和之
- 中川直之
- 中川弘子
- 長澤晃一
- 中澤梨南
- 中園隆一郎
- 永田晃司
- 中田珠未
- 永田睦子
- 永田萌絵
- 中務敏宏
- 仲西淳
- 仲西翔自
- 中西恒彦
- 中野（山口）里美
- 中野由希
- 長野誠史
- 中野司
- 長野洋
- 仲野由真
- 中橋明美
- 中畑恵里
- 中濱達也
- 中原雄（チュー中原）
- 仲摩純平
- 仲摩匠平
- 中村華祈
- 中村和雄
- 中村邦彦
- 中村拓人
- 中村彰久
- 中村友也
- 仲村直人
- 中村浩陸
- 中村ミラー彩藍
- 中村優花
- 中山彩奈
- 中山明日実
- 中山樹
- 中山（森井）智恵
- 永山誠
- 永吉佑也
- 名木洋子
- ナナーダニエル弾
- 生井けい子
- 並里祐
- 並里成
- 納谷幸二
- 奈良節雄
- 奈良岡幾子
- 成田俊彦
- 成井千夏
- 鳴海亮

### に
- 新原茜
- 西裕太郎
- 西尾吉弘
- 西岡里紗
- 西垣仁貴
- 西川貴之
- 西澤瑠乃
- 西田優大
- 西垂水美桜
- 西野曜
- 西村文男
- 二関ひとみ
- 丹羽裕美

### ぬ
- 沼田宏文
- ヌンイラ玲美

### ね
- 根来新之助
- 根間洋一
- 根本葉瑠乃

### の
- 野上淳史
- 野口さくら
- 野口大介
- 野﨑由之
- 野尻晴一
- 野田遥
- 野田裕子
- 野々口航太
- 信平和也
- 信平優希
- 登坂哲朗
- 野﨑零也
- 野町紗希子
- 野本大智

## は行

### は
- 河恩珠
- 梅勝夫
- 羽賀篤史
- 萩原美樹子
- 橋口樹
- 橋詰節子
- 橋詰まり
- 橋本和子
- 橋本きみ子
- 橋本晃佑
- 橋本拓哉
- 橋本伸広
- 橋本竜馬
- 長谷川聖
- 長谷川武
- 長谷川智伸
- 長谷川知代
- 長谷川誠
- 畑千晶
- 畑有希
- 畠中春香
- 波多野和也
- 八村阿蓮
- 八村塁
- 服部浩子
- 服部直子
- 服部信雄
- 服部梨絵
- 波部久太郎
- 花島百香
- 花田有衣
- ハーパージャンジュニア
- 馬場雄大
- 濱口京子
- 浜口秀樹
- 濱田卓実
- 濵高康明
- 濱西七海
- 早川大史
- 林五十美
- 林瑛司
- 林咲希
- 林翔太郎
- 林眞未
- 林真帆
- 林未紗
- 林田明佳
- 林田和代
- 原一希
- 原口真英
- 原修太
- 原田（古海）五月
- 原田千重
- 原田裕花
- 張本天傑
- パレイルセアネヘイララ紀子
- 半澤凌太
- 半田圭史
- 坂東玲央

### ひ
- 比江島慎
- 比嘉靖
- 東勝彦
- 東野智弥
- 曳野康久
- 樋口栞帆
- 樋口大倫
- 樋口義規
- 日暮恭子
- 久山智志
- 日髙ひかる
- 平井崇士
- 平岩玄
- 平尾充庸
- 平岡富士貴
- 平下結貴
- 平田紘美
- 平手美樹
- 平野実月
- 平松飛鳥
- 平山輝武
- 比留木謙司
- 広瀬健太
- 広瀬大志
- 廣瀬昌也
- ショーン・ヒンクリー

### ふ
- 深井夢
- 深瀬凛海
- 深野羅定咲
- 福井美恵子
- 福澤晃平
- 福士佳恵
- 福島雅人
- 福田真生
- 福田幹也
- 福手登成
- 藤井香苗
- 藤井七重
- 藤井美紀
- 藤井祐眞
- 藤生喜代美
- 藤江精二
- 藤江建典
- 藤岡恵美衣
- 藤岡麻菜美
- 藤田和
- 藤田弘輝
- 藤田将弘
- 藤田学
- 藤野素宏
- 藤村茜
- 藤本愛妃
- 藤本浩太郎
- 藤本愛瑚
- 藤本裕
- 藤吉佐緒里
- 藤原有沙
- 藤原隆充
- 布施あづさ
- 二上耀
- 船引かおり
- 船引まゆみ
- 船生晴香
- 古川孝敏
- 古木梨子
- 古田悟
- 古野久子
- 文屋萌々華

### へ
- ベンドラメ礼生

### ほ
- ジョシュ・ホーキンソン
- 星杏璃
- 星香那恵
- 星希望
- 星澤真
- 星田美歩
- 星野京介
- 星野曹樹
- 細川一輝
- 細野真
- 細谷将司
- 堀内桜花
- 堀田剛司
- 堀川竜一
- 堀部涼子
- 北郷謙二郎
- 洪潤夏
- 本田雅衣
- 本田朱里
- 本多純平
- 本多真実
- 本間京子
- 本間大輔
- 本間愛美

## ま行

### ま
- トロイ・マーフィージュニア
- 馬瓜エブリン
- 馬瓜ステファニー
- 前田悟
- 前田優香
- 前田有香
- 前田陽介
- 前村雄大
- 真壁あやの
- 牧全
- 牧ダレン聡
- 牧隼利
- 増岡加奈子
- 益子拓己
- 増田啓介
- 増田（木内）貴史
- 増野彩香
- 益山遼太郎
- 町田洋介
- 町田瑠唯
- 松井啓十郎（KJ 松井）
- 松井聰
- 松浦淳子
- 松尾香奈
- 松尾啓輔
- 松尾武司
- 松岡美保
- エリック・マッカーサー
- 松崎賢人
- 松崎裕樹
- 松澤希美
- 松下裕汰
- 松島ウォルターブラウン
- 松島有梨江
- 松島良豪
- 松田大地
- 松田多佳子
- 松永夏海
- 松藤光生
- 松本克也
- 松本咲
- 松本新湖
- 松本愛美
- 松本礼太
- 松山晃士
- 松山ゆかり
- 眞鍋かおり
- 間橋健生
- 丸岡茂樹
- 丸岡祥人
- 丸山健治
- 丸山美樹

### み
- 三浦歩惟
- 三浦舞華
- 三浦祐司
- 参河紀久子
- 三木聖美
- 三木力雄
- 美口まつり
- 御子柴百香
- 見崎南美
- 三澤貴弘
- 水島沙紀
- 水野幹太
- 水野菜穂
- 水野妃奈乃
- 水町亮介
- 三谷藍
- 三谷桂司朗
- 御手洗貴暁
- 満原優樹
- 水戸健史
- 三友康平
- 湊谷安玲久司朱
- 南山真
- 三根由香理
- 峰晴寿音
- 宮城信吾
- 三宅学
- 宮坂桃菜
- 宮崎早織
- 宮崎恭行
- 宮里祥子
- 宮澤夕貴
- 宮下希保
- 宮田諭
- 宮田幸典
- 宮永雄太
- 宮ノ腰達也
- 宮本一樹
- 宮本真司
- 宮本輝子
- 宮本美希
- 宮元美智子
- 三好南穂
- 三好青花

### む
- 武藤さや香
- 棟方公寿
- 村上和之
- 村上睦子
- 村上慎也
- 村上直
- 村上大
- 村岸航
- 村越直幸
- 村田優希
- 村松麻理子
- 村山翠

### も
- ザック・モーア
- モサク・オルワダミロラ雄太ジョセフ
- 本川紗奈生
- 元澤陸
- 元山夏菜
- モハメドファティマトゥ早野夏
- 森哲
- 森美月
- 森美麗
- 森ムチャ
- 森岡奈菜未
- 森岡ほのか
- 森川悦子
- 森口朱音
- 森澤誠一
- 森澤みゆき
- 森下雄一郎
- 森本由樹
- 森山修斗
- 諸山文彦

## や行

### や
- 八木悠香
- 矢代直美
- 安江沙碧梨
- 安田邦春
- 安田壮史
- 保岡龍斗
- 安間志織
- 梁川禎浩
- 柳本聡子
- 柳谷しのぶ
- 矢野紗也佳
- 矢野凪紗
- 矢野優子
- 矢野祐未
- 矢野良子
- 矢農友里恵
- 八幡圭祐
- 八幡幸助
- 薮未奈海
- 籔内幸樹
- 薮内敏美
- 薮内夏美
- 山内盛久
- 山岡五月
- 山岡陸
- 山口勇
- 山口健太郎
- 山口奈々花
- 山口颯斗
- 山口祐希
- 山口里奈
- 山口史乃
- 山本美空
- 山崎昭史
- 山崎哲男
- 山下笑伶奈
- 山下詩織
- 山下洋克
- 山下泰弘
- 山下雄樹
- 山城拓馬
- 山城吉超
- 山田愛
- 山田葵
- 山田かがり
- 山田久美子
- 山田謙治
- 山田大治
- 山田哲也
- 山田茉美
- 山田未来
- 大和谷智子
- 山根謙二
- 山本エドワード
- 山本久美
- 山本浩二
- 山本幸代
- 山本柊輔
- 山本千賀
- 山本千夏
- 山本麻衣
- 山本由真
- 山本雪鈴
- 山本吉昭

### ゆ
- 結城昭二
- 祐木毅

### よ
- 遥天翼
- 陽本麻優
- 横江豊
- 横尾達泰
- 横塚螢
- 横山アサ子
- 横山邦彦
- 横山智那美
- 横山悠衣
- 吉井精三郎
- 吉井裕鷹
- 吉川舞
- 吉川峰夫
- 吉田亜沙美
- 吉田恵美
- 吉田健司
- 吉田沙織
- 吉田沙織
- 吉田平
- 吉田千沙
- 吉田舞
- 吉田舞衣
- 吉田正彦
- 吉村隆宏
- 吉本泰輔
- 慶山真弓
- 与那嶺翼
- 米澤翼
- 米須玲音
- 米本聡
- 米谷帆芽
- 蓬田麻友

## ら行

### ら
- ラシードファラーズ

### り
- 陸川章
- 陸田美沙子
- 劉生琢行
- 劉智

## わ行

### わ
- ワイス団
- 若林薫
- 若原愛美
- 脇将典
- 脇梨奈乃
- 脇田代喜美
- ワシントン錦
- 渡邉温子
- 渡邉亜弥
- 渡邊翔太
- 渡辺翔太
- 渡邉拓馬
- 渡邊英幸
- 渡邉飛勇
- 渡邉裕規
- 渡邊愛加
- 渡部真代
- 渡部陽美
- 渡部美代子
- 渡邊悠
- 渡邊雄太
- 渡辺由夏
- 渡邊夕貴
- 渡邉由穂
- 渡部琉
- 綿貫瞬
- 渡部友里奈